# Can Pomada
Can Pomada és una masia de Montcada i Reixac (Vallès Occidental) inclosa a l'Inventari del Patrimoni Arquitectònic de Catalunya.

## Descripció
Masia de planta rectangular amb coberta a dues vessants de teules àrabs i carener perpendicular a la façana. La porta d'entrada és d'arc rodó de mig punt, adovellada i de molt bella factura —dovelles grans i ben treballades amb perfecte escudejat— que malgrat les millores sofertes per la casa i a causa de les necessitats de l'època, han conservat el seu emmarcament i no han estat arrebossades. També a la planta baixa i a mà esquerra, hi ha una finestra gairebé quadrada. Al pis hi ha dues obertures de finestres disposades simètricament sota de cadascun dels vessants. Presenta un ràfec incipient amb una filada de teules decoratives.
Davant la façana principal hi ha un gran pati obert. A mà dreta, mirant a la façana, hi ha un cos de nova factura i de planta baixa destinat a garatge i per als estris agrícoles. Damunt s'obre la terrassa de sortida des del primer pis.

## Història
La masia té la ubicació d'una font natural afamada per les seves aigües, tant per l'abundància com per les seves propietats.